# Ekebyhovseken
| Ekebyhovseken på våren 2012 och hösten 2017. |  | Ekebyhovseken på våren 2012 och hösten 2017. |
| Ekebyhovseken på våren 2012 och hösten 2017. |  |                                              |

Ekebyhovseken är en ek i Ekerö kommun i Stockholms län som växer i närheten av Ekebyhovs slott. Eken är volymmässigt det största levande lövträdet i Sverige. Eken kan vara omkring 500 år gammal. År 1956 förklarades trädet för naturminne.

## Beskrivning
Många träd i Ekebyhov är gamla. Ett av dessa gamla träd är Ekebyhovseken, ibland även kallad Ekeröjätten. Den står solitär på en åker söder om Ekebyhovs slott och kunde utvecklas utan konkurrens från andra träd. Enligt en genomförd uppmätning år 2008 är det till volymen Sveriges största träd.
Ekebyhovseken har en volym på cirka 84 kubikmeter, stammens omkrets är 10,5 meter och trädets höjd 17 meter. Eftersom kronan är skadad kan man utgå ifrån att trädet har varit betydligt högre. Som jämförelse kan nämnas att Kvilleken har en volym av cirka 60 kubikmeter, en höjd på 14 meter och en omkrets av cirka 13 meter. Det gör Kvilleken till Sveriges grövsta träd. Prins Eugens ek har cirka 45 kubikmeter volym, en omkrets av 9,2 meter och en höjd av 21 meter. Därmed är Prins Eugens ek Stockholms stads största lövträd.
År 2005 fanns i Ekerö kommun 30 naturminnesmärkta träd: 25 ekar, 1 alm, 2 aplar, 1 gran och 1 tall.

## Bilder, detaljer

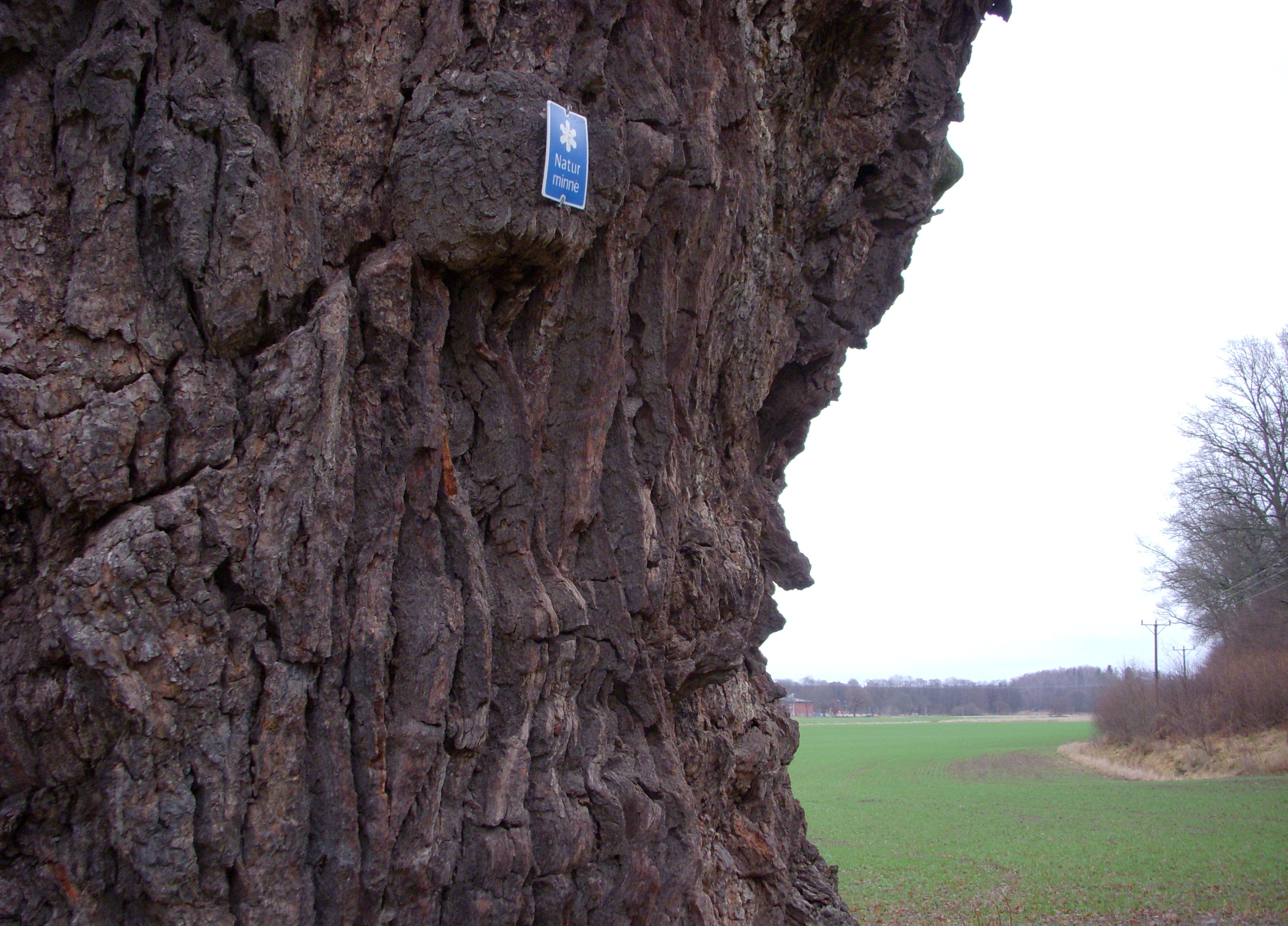
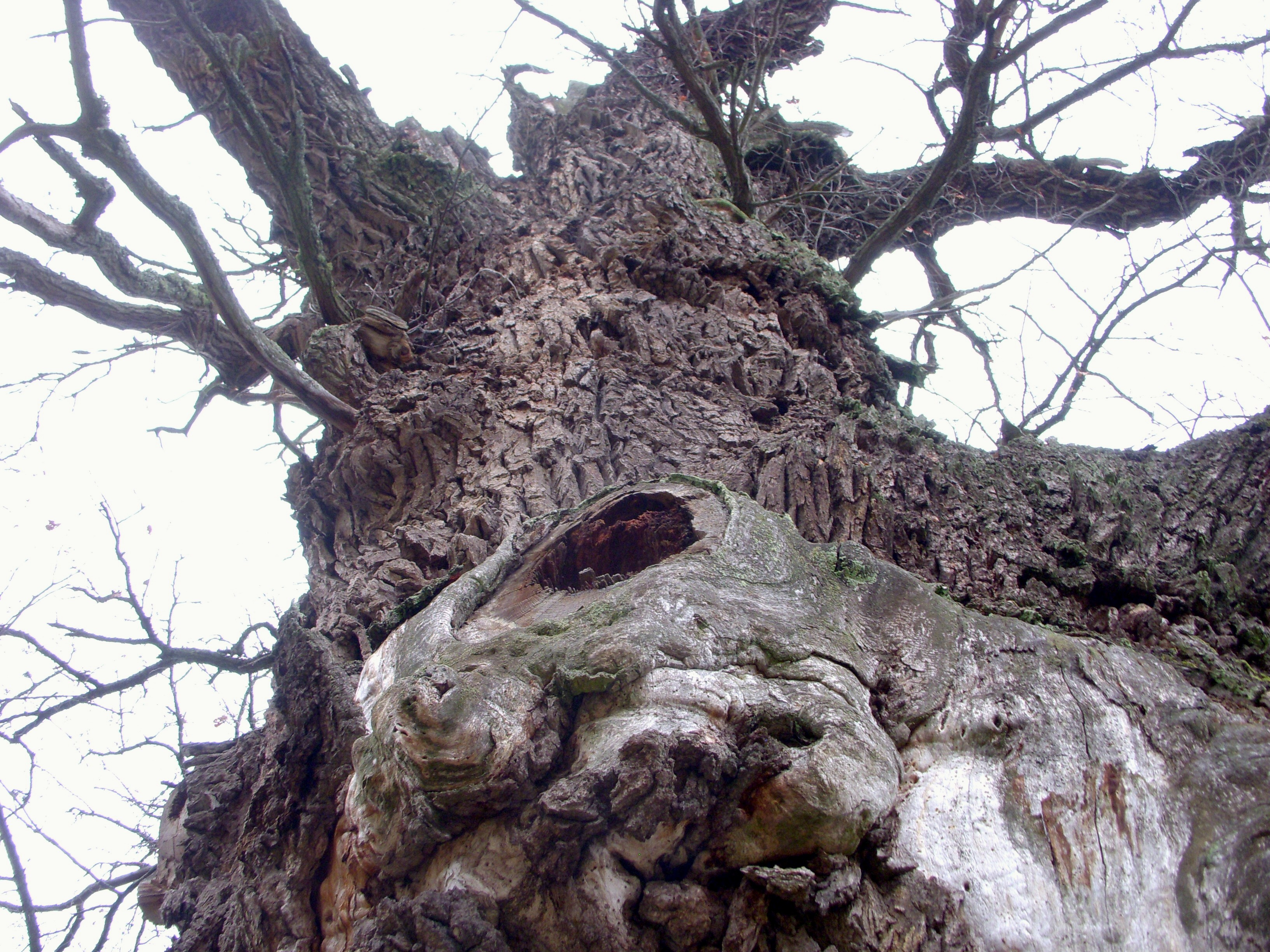
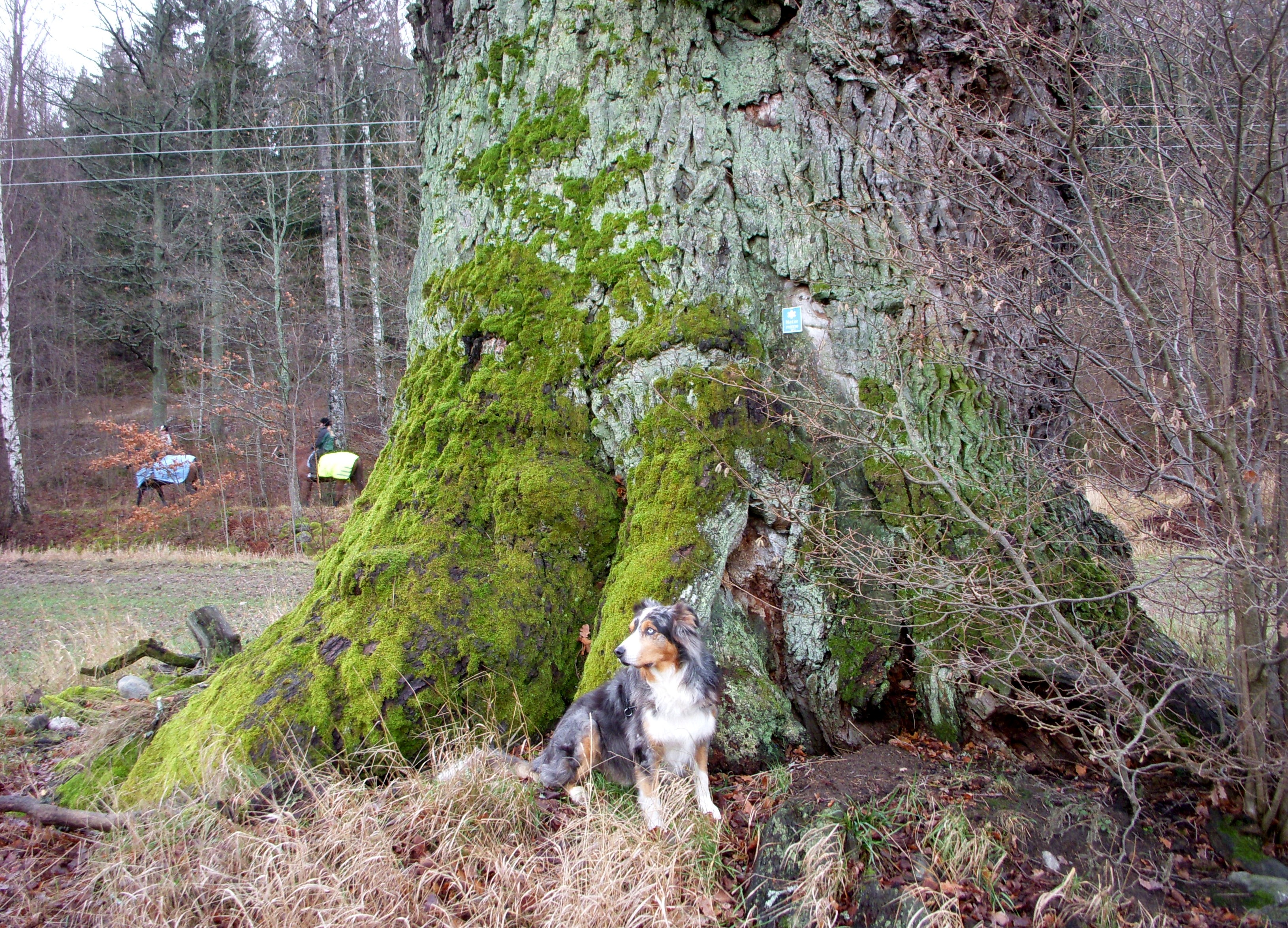
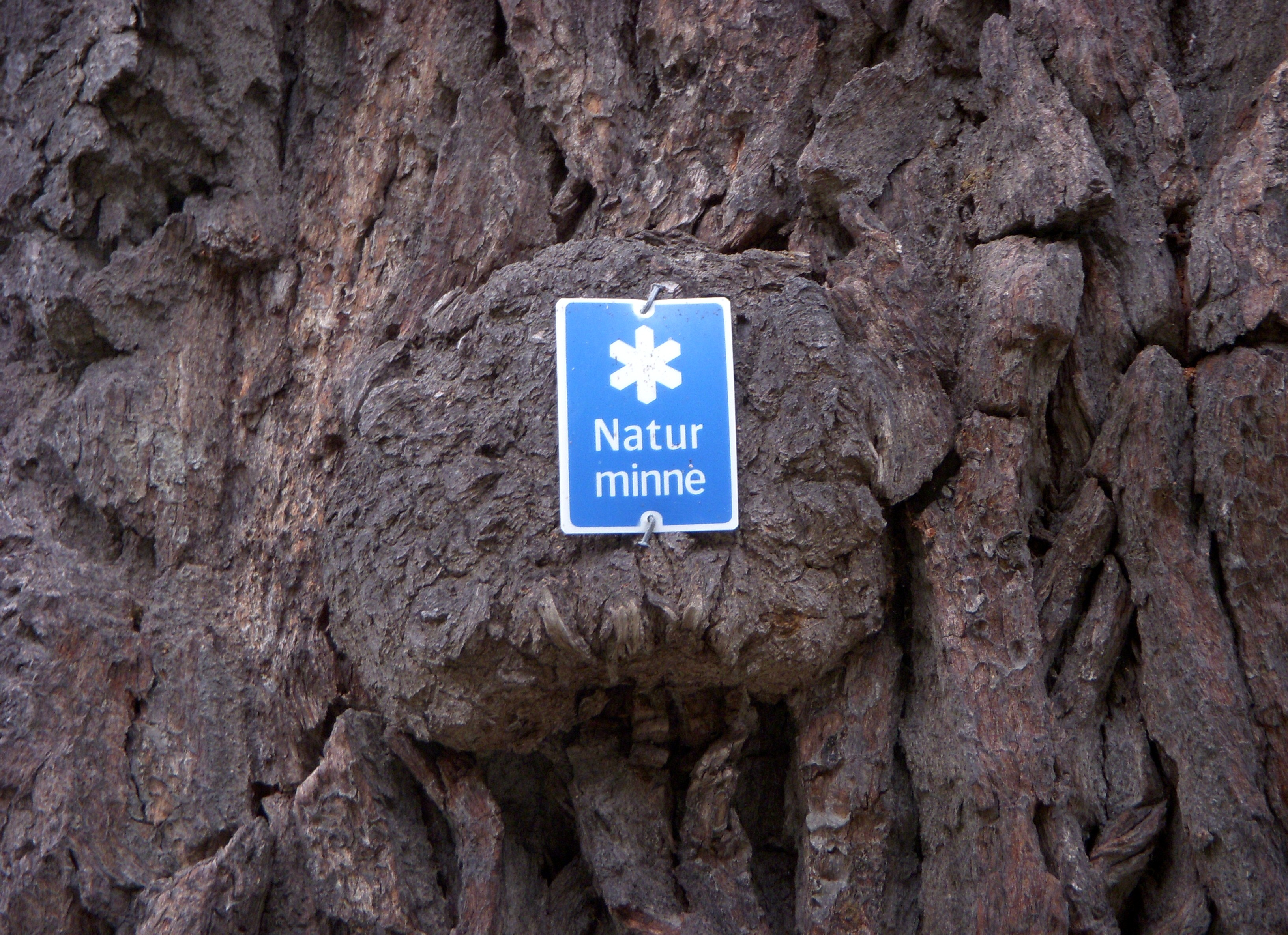